# Stazione di Nuova Cliternia
La stazione di Nuova Cliternia era una fermata ferroviaria che serviva il comune di Campomarino. Prende il nome dalla frazione dello stesso comune, che dista dalla stazione 12,4 km. La stazione è attraversata dalla ferrovia Adriatica.

## Storia
La fermata di Nuova Cliternia venne attivata il 15 aprile 1950.